# EPHA8
EPHA8‏ (EPH receptor A8) هوَ بروتين يُشَفر بواسطة جين EPHA8 في الإنسان.

## الوظيفة
يشفر هذا الجين عضوًا من عائلة مستقبلات الإيفرين من عائلة كيناز البروتين-التيروسين. وقد ثبت أن EPH والمستقبلات المرتبطة به مشتركة في التوسط في الأحداث التنموية، وخاصة في الجهاز العصبي. تحتوي المستقبلات في عائلة EPH الفرعية عادةً على مجال كيناز واحد ومنطقة خارج الخلية تحتوي على مجال غني بالسيستين وتكرارين من النوع الثالث من الفيبرونيكتين. تنقسم مستقبلات الإيفرين إلى مجموعتين بناءً على تشابه تسلسلات المجال خارج الخلية وتقاربها لربط ربيطات الإيفرين-أ والإيفرين-ب. يعمل البروتين المشفر بواسطة هذا الجين كمستقبل للإيفرين أ2 و أ3 و أ5 ويلعب دورًا في التوجيه المحوري بوساطة الاتصال قصير المدى أثناء تطور الجهاز العصبي الثديي.

## التفاعل
لقد ثبت أن EPHA8 يتفاعل مع FYN.